# 金怡濂
金怡濂（1929年9月—），男，原籍江苏常州，生于天津，中国计算机专家，中国巨型计算机事业的开拓者之一。

## 生平
1947年高中毕业于耀华中学，同年秋考入清华大学电机系，和曾任国务院总理朱镕基同班。1951年毕业于清华大学电机系。1956年至1958年在苏联科学院精密机械与计算技术研究所进修电子计算机技术。1994年，金怡濂当选为中国工程院首批院士。2003年2月获得中华人民共和国国家最高科学技术奖。